# Hotel Ritz-Carlton (Nueva York)
El Hotel Ritz-Carlton era un hotel de lujo en Nueva York (Estados Unidos), propiedad de Ritz-Carlton Hotel Company. Estaba ubicado en la calle 46con la Avenida Madison en Midtown Manhattan.

## Historia
La Ritz-Carlton Investing Company fue fundada por Albert Keller, quien compró y franquició el nombre en los Estados Unidos. El hotel de Nueva York abrió sus puertas en 1911; fue el primer hotel Ritz-Carlton en Estados Unidos. El chef Louis Diat dirigió las cocinas y se cree que inventó la vichyssoise moderna allí.
En el año inaugural, Ritz-Carlton Company anunció su intención de expandir el hotel, agregando 100 habitaciones, un salón de banquetes de 300 asientos, salón de baile y comedores privados, todo en el lado de la calle 46. Tras la muerte del propietario del hotel, Robert Walton Goelet, en 1941, legó el hotel, "libre de hipotecas y restricciones" a su alma mater, la Universidad de Harvard.
El hotel de Nueva York fue demolido en 1951, dejando solo la ubicación de Boston.

### Operaciones posteriores
En 1982, Blakely autorizó el nombre Ritz-Carlton al hotelero John Bennett Coleman para dos hoteles que Coleman estaba renovando, The Fairfax en Washington D. C., y Navarro en 112 (ahora 110) Central Park South en Nueva York. Coleman les cambió el nombre a Ritz-Carlton Washington DC y Ritz-Carlton New York en abril de 1982. Los dos hoteles finalmente se unieron a la cadena moderna que se fundaría unos años más tarde. La administración de Ritz-Carlton del hotel de Nueva York terminó en 1997, cuando el hotel se unió a la cadena Sheraton y se convirtió en Westin, y luego en InterContinental. El edificio se convirtió en una cooperativa de lujo en 2006.
En 1999, Ritz-Carlton adquirió el antiguo Hotel St. Moritz en la ciudad de Nueva York. Fue ampliamente renovado y reabierto en 2002 como un hotel de lujo y un complejo de condominios llamado Ritz-Carlton New York, Central Park.